# Kroonika
Kroonika (Хроника) — популярный эстонский журнал, который наиболее читаем среди людей от 13 до 30 лет. Журнал издаётся на эстонском языке и публикует слухи и новости о крупнейших знаменитостях страны  и мира.
Основателем и первым редактором журнала был журналист Майре Аунасте.